# Boem u duši
Boem u duši je četvrti album hrvatskog pjevača Dražena Zečića.
Album je 1995. godine objavila diskografska kuća Croatia Records. U Hrvatskoj je album prodan u platinastoj nakladi.

## Popis pjesama
1. Boem u duši - 4:25
2. Ostani žena kakvu znam - 3:25
3. Ne plači crna ženo - 3:19
4. Kaži mi - 3:17
5. Nesretna bila u ljubavi - 3:23
6. Silvija - 3:56
7. I suze su za ljude - 3:48
8. Ja sam tebi dao sve - 3:11
9. Ruke gore - 3:11
10. Nebeski svati - 3:31

"Silvija" je obrada poznate uspješnice autora S. Silversteina.
Ovaj album je polučio uspješnice „Boem u duši”, „Ne plači crna ženo”, „Nesretna bila u ljubavi”, „Silvija” i „Ruke gore”.
1. ↑  Dražen Zečić- JEDAN OD NAJPRODAVANIJIH IZVOĐAČA. Inačica izvorne stranice arhivirana 5. lipnja 2017. Pristupljeno 13. svibnja 2025.CS1 održavanje: bot: nepoznat status originalnog URL-a (link)